# اعلامیه استقلال کاتالونیا
اعلامیه استقلال کاتالونیا (کاتالونیایی: Declaració d'independència de Catalunya; اسپانیایی: Declaración de Independencia de Cataluña‎) مصوبه‌ای بود که در تاریخ ۲۷ اکتبر سال ۲۰۱۷ میلادی توسط پارلمان کاتالونیا به تصویب رسید، که استقلال کاتالونیا از اسپانیا و تأسیس جمهوری مستقل کاتالونیا را اعلام کرد. این اعلامیه از طرف جامعهٔ بین‌المللی به رسمیت شناخته نشد.
در ۱۰ اکتبر، پس از همه‌پرسی استقلال کاتالونیا در ۱ اکتبر ۲۰۱۷، سندی مبنی بر ایجاد کاتالونیا به عنوان جمهوری مستقل توسط اکثریت اعضای پارلمان مستقل کاتالونیا امضا شد. سند مشابهی در ۲۷ اکتبر توسط اکثریت ۷۰ از ۱۳۵ نفری نمایندگان پارلمان در نشست عمومی تصویب شد. پس از توصیه مشاوران حقوقی پارلمان کاتالونیا مبنی بر اینکه این کار به دلیل تعلیق دادگاه قانون اساسی اسپانیا امکان‌پذیر نیست، ۱۰ نماینده رای مخالف دادند و ۵۳ نماینده دیگر نیز از حضور در هنگام رای‌گیری خودداری کردند.
ساعاتی بعد ماریانو راخوی نخست‌وزیر اسپانیا برای نخستین بار در تاریخ به ماده ۱۵۵ قانون اساسی اسپانیا استناد کرد. این اقدام رئیس‌جمهور کاتالونیا، کارلس پوجدمون و کابینه وی را برکنار کرد و خواستار برگزاری یک انتخابات جدید در کاتالونیا در ۲۱ دسامبر ۲۰۱۷ شد. معاون نخست‌وزیر اسپانیا، ثریا ساینز د سانتاماریا، نیز به عنوان سرپرست ریاست جمهوری کاتالونیا تا انتخابات دسامبر منصوب شد.

## پیامدها
در تاریخ ۲ نوامبر، قاضی کارمن لاملا از دادگاه ملی اسپانیا دستور داد که هشت عضو دولت مخلوع کاتالونیا از جمله معاون رئیس‌جمهور سابق اوریول جونکراس بدون وثیقه در بازداشت قرار بگیرند. علاوه بر این، برای سانتی ویل، وزیر بازرگانی، که به دلیل اعلان یک طرفه استقلال استعفا داد، وثیقه ۵۰٬۰۰۰ یورویی تعلق گرفت. دادستانی نیز درخواست قرار بازداشت اروپایی را برای پوجدمون و چهار عضو دیگر را که اندکی پس از اعلان اعلامیه، کاتالونیا را به مقصد بروکسل ترک کرده بودند، صادر کرد.
انتخابات جدید کاتالان در ۲۱ دسامبر برگزار شد و احزاب هوادار استقلال با گرفتن کمی کمتر از نیمی از آرا، دوباره بیش از نیمی از کرسی‌ها را به دست آوردند.
در ۲۳ مارس ۲۰۱۸، قاضی اسپانیایی للارنا پنج وزیر دیگر کاتالونیا را به زندان انداخت. در ۲۵ مارس، پوجدمون در آلمان بازداشت شد اما چند روز بعد پس از آنکه دادگاه ایالتی اشلسویگ، استرداد او را به دلیل شورش رد کرد، آزاد شد.

## واکنش‌های بین‌المللی
هیچ کشوری استقلال کاتالونیا را به رسمیت نشناخته‌است. با این حال، کشورهای آبخاز و اوستیای جنوبی که دارای رسمیت محدود هستند و عضو سازمان ملل متحد نمی‌باشند، اعلام کردند که استقلال کاتالونیا را در صورت دریافت درخواست انجام این کار از دولت کاتالونیا، به رسمیت می‌شناسند.

### سازمان‌های فراملی
- اتحادیه اروپا – در ۲۷ اکتبر دونالد توسک، رئیس شورای اروپا، اعلام کرد: «چیزی برای اتحادیه اروپا تغییر نمی‌کند. اسپانیا تنها طرف صحبت ماست.»[۱۸] رئیس پارلمان اروپا، آنتونیو تاجانی، نیز اظهار داشت: «اعلامیه استقلال که امروز در پارلمان کاتالونیا به رای گذاشته شد، نقض حاکمیت قانون، قانون اساسی اسپانیا و اساسنامه خودمختاری کاتالونیا است که بخشی از چارچوب قانونی اتحادیه اروپا است. هیچ‌کس در اتحادیه اروپا این اعلامیه را به رسمیت نمی‌شناسد. لازم است قانون بیش از هر زمان دیگری، به عنوان مبنای گفتگو قرار گرفته شود و آزادی و حقوق همه شهروندان کاتالونیا تضمین شود.»[۱۹]
- سازمان ملل متحد – دبیرکل سازمان ملل، آنتونیو گوترش، از مقامات اسپانیا و دولت کاتالونیا خواست تا در چارچوب قانون اساسی اسپانیا به دنبال راه حل برای بحران کنونی باشند. فرحان حق، سخنگوی قائم‌مقام سازمان ملل، نیز در ۲۷ اکتبر به خبرنگاران گفت: «ما در تلاش هستیم که تحولات را پیگیری کنیم. در حال حاضر، دبیرکل همه افراد را به جستجوی راه حل در چارچوب قانون اساسی اسپانیا و از طریق مجاری سیاسی و قانونی تشویق می‌کند.».[۲۰]